# Juan Andrés Tovar Mena
Juan Andrés Tovar Mena est un homme politique espagnol membre du Parti socialiste ouvrier espagnol (PSOE).

## Biographie

### Activités politiques
Il est maire de Casar de Cáceres de 1999 à 2003 et président de la députation provinciale de Cáceres de 2003 à 2011.
Le 20 novembre 2011, il est élu sénateur pour Cáceres au Sénat et réélu en 2015 et 2016.